# Ben Roy Mottelson
Ben Roy Mottelson (né le 9 juillet 1926 et mort le 13 mai 2022,) est un physicien américano-danois. Il est colauréat avec Aage Bohr et James Rainwater du prix Nobel de physique de 1975.

## Biographie
Mottelson naît à Chicago. Il étudie à la Lyons Township High School à La Grange, passe son bachelor à l'université Purdue et sa thèse à l'université Harvard en 1950.
Il commence à collaborer avec Aage Bohr dans les années 1950 lorsqu'il reçoit une bourse lui permettant d'aller travailler à l'institut de physique théorique de Copenhague, de nos jours nommé Institut Niels Bohr. En 1971, Mottelson est naturalisé danois.
Mottelson et Bohr prouvent expérimentalement que les théories de James Rainwater concernant la structure du noyau atomique sont correctes. Ils partagent tous trois le prix Nobel de physique de 1975 « pour leur découverte du lien entre le mouvement collectif et le mouvement des particules dans le noyau atomique et le développement de la théorie sur la structure du noyau atomique s'appuyant sur ce lien ».